# Темне світло (фільм)
«Темне світло» (англ. Darklight) — фільм 2004 року, заснований на єврейських міфах про Ліліт. У фільмі Ліліт (Ширі Епплбі) і Вільям Шоу (Річард Бергі) об'єднують зусилля, щоб убити Демоніка (англ. Demonicus), злобного звіра, який розпочинає всесвітню пошесть чуми.

## Сюжет
Ліліт представлена як Ель (фр. Elle — вона), молода жінка, яка живе з опікуном. Вона не пам'ятає, хто вона. Ліліт — перша жінка, створена Богом. Вона відкинула віру Адама в те, що він кращий за неї. Бог перетворив її на безсмертну демоницю, яка вбиває дітей Адама та Єви. Для знищення Ліліт було створено таємне товариство «Віра» (англ. The Faith).
Після вбивства маленького сина агента «Віри» Вільяма Шоу Ліліт була схоплена Шоу, але «Віра» вирішила залишити їй життя. Натомість вони заблокували її пам'ять і сили і віддали в прийомну сім'ю як Ель.
Коли амбітний, але злий науковець Андерс Рейборн (Девід Г'юлетт) використав екстракт із крові Ліліт, намагаючись стати безсмертним, він став злим Демоніком, могутнім монстром, який несе у світ червону чуму своїм укусом і язиком. Лідери «Віри», Префект (Росс Манаркі) та Чапель (Джон де Лансі) призначили головного агента Вільяма Шоу, щоб допомогти Ліліт повернути свої спогади і навчити її, як знищити Демоніка і принести його голову для розробки протиотрути.

## Акторський склад
- Ширі Епплбі — Ліліт / Ель, молода жінка, якій доручено врятувати світ
- Річард Бергі — Вільям Шоу, невільний напарник Ліліт
- Джон де Лансі — директор «Віри» Чапель
- Девід Г'юлетт — Андерс Рейборн, головний лиходій фільму, вчений, який прагне за всяку ціну стати безсмертним, але в кінцевому підсумку перетворюється на сутність, відому як Демонік
- Росс Манаркі — Префект